# Airtight Games
Airtight Games est un studio indépendant de développement de jeux vidéo fondé en 2004, il regroupe d'anciens membres de FASA Studio Will Vinton Studios et Microsoft, ainsi que de plusieurs autres studios.
Les membres clés comprennent le président et directeur créatif Jim Deam, le directeur artistique Matt Brunner, et le cofondateur Ed Fries. Le premier jeu du studio est Dark Void. Le développement du deuxième titre est dirigé par Kim Swift, le jeu de type puzzle à la première personne, titré Quantum Conundrum, sort en 2012.
Le studio ferme ses portes en 2014, un mois après la sortie de Murdered: Soul Suspect.

## Jeux développés
| Titre                  | Année | Plates-formes                                             |
| ---------------------- | ----- | --------------------------------------------------------- |
| Dark Void              | 2010  | PlayStation 3, Windows, Xbox 360                          |
| Quantum Conundrum      | 2012  | PlayStation 3, Windows, Xbox 360                          |
| Pixld                  | 2012  | iOS                                                       |
| DerpBike               | 2013  | iOS                                                       |
| Soul Fjord             | 2014  | Ouya                                                      |
| Murdered: Soul Suspect | 2014  | PlayStation 3, PlayStation 4, Windows, Xbox 360, Xbox One |

## External links
- www.airtightgames.com (version archivée du site)